# يكباغ
يكباغ هي مدينة ومركز مقاطعة يكباغ في ولاية قشقداريا في أوزبكستان.